# Hôtel Raphael
Pour les articles homonymes, voir Raphaël.
L’hôtel Raphael est un hôtel parisien cinq étoiles situé dans le 16e arrondissement, au 17, avenue Kléber.

## Historique
L’hôtel Raphael est un hôtel de luxe français, familial et indépendant. Il fut construit en 1925 sous l’impulsion de Léonard Tauber et Constant Baverez, fondateurs de l’hôtel Regina en 1900 et de l’hôtel Majestic en 1908, sur des plans de l’architecte André Rousselot. Bâti durant les Années folles sur le terrain d’un hôtel particulier, longeant un champ de course pour lévriers, l’hôtel Raphael présente une décoration Art déco et fut nommé ainsi en hommage au peintre Raphaël et aux arts. L’hôtel devint dès les années 1930 le refuge parisien de grands acteurs hollywoodiens, qui y appréciaient son luxe et son intimité.
L’hôtel Raphael présente la particularité, tout comme l’hôtel Regina, d’être géré par la même famille depuis plusieurs générations. Constant Baverez meurt en 1935 et son jeune fils Paul reprend l’affaire. Léonard Tauber meurt en 1944 sans laisser d’héritier et Paul Baverez devient le seul propriétaire. Sa fille Françoise Baverez prend sa suite et enfin la fille de cette dernière, Véronique Valcke, qui dirige actuellement le groupe des trois hôtels, coté en bourse depuis les années 1980, cette évolution permettant de financer une rénovation de dix ans comprenant les chambres et les cuisines, l’installation de la climatisation et la mise aux normes de sécurité. Cependant, par rapport aux autres palaces parisiens possédés par des fonds étrangers et ayant fait l’objet de restaurations jugées souvent pharaoniques, le Raphael a conservé en grande partie son décor et son mobilier d’origine et les adaptations n’ont été effectuées qu’à la marge.

## Caractéristiques

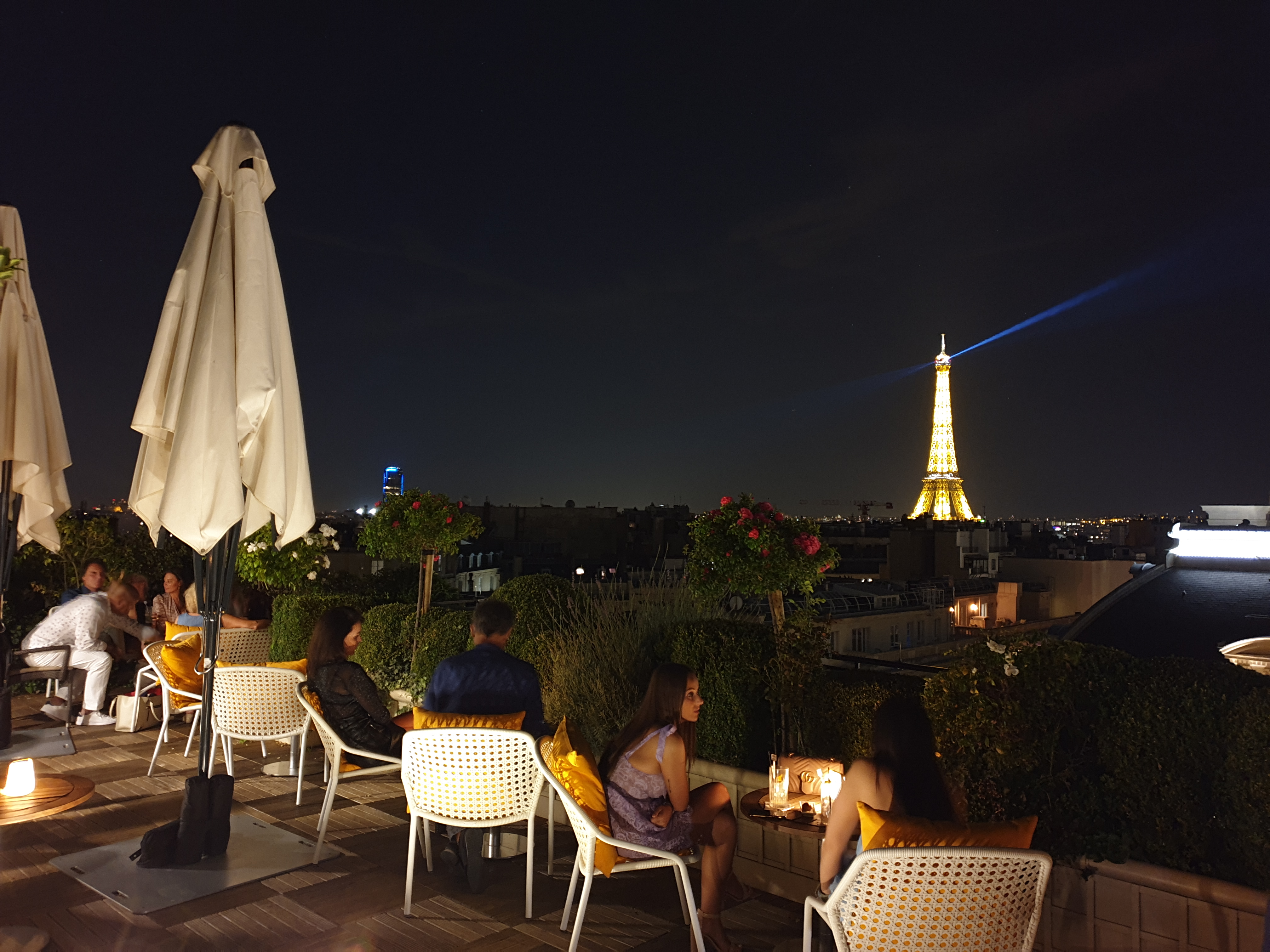
Vue sud-est depuis le rooftop de l’hôtel en 2019.

Le Raphael est un hôtel cinq étoiles situé dans le 16e arrondissement de Paris au 17, avenue Kléber. Il est situé à quelques dizaines de mètres de l’avenue des Champs-Élysées et certaines de ses chambres ont vue sur la tour Eiffel ou l’Arc de Triomphe.
Il dispose de 83 chambres réparties sur sept étages.
Six salles de conférences sont en outre présentes pour l’organisation de séminaires ou de réceptions. Elles sont situées au sixième étage, à l’emplacement des anciens appartements de Léonard Tauber, et ouvrent sur une terrasse où trône un jeu d’échecs en granit, souvenir de ce dernier qui présidait la Fédération française d’échecs.

## Restauration
L’hôtel Raphael offre une restauration gastronomique, dont le chef est depuis 2014 Étienne Barrier, qui a succédé à Amandine Chaignot. Nina Métayer y a aussi travaillé.
- « Raphael La Terrasse » : située au septième étage, la terrasse panoramique permet de déjeuner et dîner en profitant d’une vue sur l’Arc de Triomphe et les toits de Paris.
- Le Bar Anglais : une ambiance cosy se dégage du bar grâce à ses lumières tamisées dans une prépondérance de rouge.

## Personnalités liées à l’hôtel
- Parmi les personnalités ayant séjourné à l’hôtel Raphael, on peut citer Walt Disney, Ava Gardner, Errol Flynn, Burt Lancaster, Katharine Hepburn (une photo volée devant l’hôtel a révélé sa relation avec Spencer Tracy), Cary Grant, Audrey Hepburn (elle y a logé lors de ses six tournages parisiens), Steve McQueen, Jeanne Moreau, Jane Russell, les couples John Malkovich et Michelle Pfeiffer, Roberto Rossellini et Ingrid Bergman, puis Isabella Rossellini et David Lynch. À partir des années 1930, les filiales des principales firmes hollywoodiennes sont situées non loin, rue La Pérouse et la proximité des studios de Boulogne invite les productions à loger leurs acteurs au Raphael[1].
- En juin 1941, l’écrivain allemand Ernst Jünger y prit ses quartiers en tant qu’officier d’occupation de la Wehrmacht.
- L’acteur américain Robert De Niro a prénommé son fils Raphael après plusieurs séjours dans cet hôtel dans les années 1970[1].
- Le chanteur Serge Gainsbourg y séjourna plusieurs fois pour des séjours de un à trois mois. Il a composé plusieurs chansons dans le bar anglais de l’hôtel[1].
- C’est du troisième étage de l’hôtel Raphael que l’acteur Julien Rassam s’est défenestré, ce qui l’a laissé tétraplégique[2],[3].
- Plusieurs personnalités politiques ont dormi au Raphael, dont les Israéliens Shimon Peres, Ehud Barak et Ariel Sharon, le leader palestinien Yasser Arafat, le Pakistanais Pervez Musharraf, le Russe Mikhaïl Gorbatchev et la Colombienne Íngrid Betancourt, qui s’y est installée après sa libération en 2008. En 2011, Bernard-Henri Lévy y donne une conférence de presse avec les représentants libyens du Conseil national de transition libyen et des représentants des rebelles de Misrata. L’hôtel dispose d’une habilitation du ministère des Affaires étrangères pour accueillir des chefs d’État, pouvant en loger jusque cinq à la fois[1].
- En mai et juin 2019, la chanteuse Mylène Farmer séjournait à l’hôtel pour les répétitions et les soirs de représentation de sa grande résidence à Paris La Défense Arena pour neuf dates (Mylène Farmer Live 2019)[4]. Elle était accompagnée de proches, de danseurs et de musiciens mais également de ses chiens.

## Filmographie
- La devanture de l’hôtel a servi de lieu de tournage à une scène du film Papy fait de la résistance (1983)[1].
- Des scènes du Magnifique (1973), de Mr and Mrs Bridge (1990) et de Holy Motors (2012) y ont été tournées, dans ou devant les bâtiments[1].
- L’hôtel immortalise des scènes du film L’Appartement de Gilles Mimouni en 1996.
- L’hôtel est le cadre du court-métrage Hôtel Chevalier (prologue du long-métrage À bord du Darjeeling Limited), réalisé en 2007 par Wes Anderson.
- Dans le téléfilm Rommel (Nikolaus Stein von Kamienski, 2012), plusieurs scènes montrent des réunions de complotistes (complot du 20 juillet 1944 contre Hitler) se déroulant à l’hôtel Raphael à Paris. Toutefois, si la plaque de l’hôtel est visible, ce n’est pas devant ni dans cet hôtel que les scènes ont été tournées.
- Dans la série documentaire L’Ultime Création de Mylène Farmer (Amazon Prime)[5], on voit l’artiste, ses proches collaborateurs et ses chiens s’y reposer à l’occasion de sa résidence « Mylène Farmer 2019 », qui s’installe pour neuf dates à Paris La Défense Arena (Nanterre).